# Idaea hanhami
Idaea hanhami är en fjärilsart som beskrevs av George Duryea Hulst 1898. Idaea hanhami ingår i släktet Idaea och familjen mätare. Inga underarter finns listade i Catalogue of Life.